# Psicobiología del desarrollo
La psicobiología del desarrollo es un campo interdisciplinario que abarca la psicología del desarrollo, la psicología biológica, la neurociencia y muchas otras áreas de la biología. El campo cubre todas las fases de la ontogenia, con especial énfasis en el desarrollo prenatal, perinatal y de la primera infancia. La investigación de los aspectos básicos del desarrollo, por ejemplo, el desarrollo del apego infantil, el sueño, la alimentación, la termorregulación, el aprendizaje, la atención y la adquisición del lenguaje, ocupa a la mayoría de los psicobiólogos del desarrollo. Al mismo tiempo, participan activamente en la investigación de problemas aplicados, como el síndrome de muerte súbita del lactante, el desarrollo y el cuidado del recién nacido prematuro, el autismo y los efectos de diversos insultos prenatales (por ejemplo, estrés materno, exposición al alcohol) en el desarrollo del cerebro y el comportamiento. 
Los psicobiólogos del desarrollo emplean e integran conceptos y métodos biológicos y psicológicos e históricamente han estado muy preocupados por la interrelación entre la ontogenia y la filogenia o el desarrollo individual y los procesos evolutivos.
Los psicobiólogos del desarrollo también tienden a ser pensadores de sistemas, evitando la reificación de dicotomías artificiales (por ejemplo, "Naturaleza" versus "crianza"). Muchos psicobiólogos del desarrollo, por lo tanto, hacen una excepción tanto a los métodos preferidos como a los fundamentos teóricos de campos como la psicología evolutiva.
Uno de los objetivos de la psicobiología del desarrollo es explicar el desarrollo físico del sistema nervioso y cómo eso afecta el desarrollo del individuo a largo plazo. Como se vio en un estudio realizado con ratas expuestas a etanol durante el desarrollo postnatal temprano experimentaron deficiencias estructurales y funcionales en todo el cerebro, incluido el hipotálamo. Estas complicaciones del desarrollo causaron que pierdan sus capacidades de memoria a largo plazo, pero mantengan una capacidad de memoria a corto plazo casi igual a la de las ratas de control.